# Adenia ambongensis
Adenia ambongensis är en passionsblomsväxtart som beskrevs av Clav.. Adenia ambongensis ingår i släktet Adenia och familjen passionsblomsväxter. Inga underarter finns listade i Catalogue of Life.